# Aquapark Sopot
Aquapark Sopot, česky Akvapark Sopoty, je akvapark v městské čtvrti Kamienny Potok v Sopotech v Pomořském vojvodství v severním Polsku.

## Další informace
Aquapark Sopot je moderní stavba obsahující interiérové i exteriérové bazény, vířivky, tobogány, sauny, lázně, restauraci, bowling, obchody apod. Má vlastní zdroj vody z artéských studní. Provoz je celoroční a vstup je zpoplatněn. Akvapark byl postaven v roce 2002.